# Howie Williams
Howard Earl "Howie" Williams, född 29 oktober 1927 i New Ross i Indiana, död 25 december 2004 i Phoenix i Arizona, var en amerikansk basketspelare.
Williams blev olympisk mästare i basket vid sommarspelen 1952 i Helsingfors.